# Apressori
Un apressori (en llatí, anglès alemany i francès Appressorium) és una cèl·lula especialitzada típica de molts fongs patògens vegetals que s'utilitza per infectar plantes hoste. És un òrgan aplanat i hifal de "premsament", des del qual creix una clavilla d'infecció minúscula i entra a l'hoste, utilitzant pressió de turgència capaç de travessar fins i tot una lamina de polièster feta de tereftalat de polietilè estirat, Mylar. És una estructura dels fongs, líquens (hifes del tal·lus del fong que s'adhereix a l'alga), algunes plantes com els circells de les del gènere Parthenocissus i en les potes de les granotes en forma de discs adhesius.
En el cas dels fongs és una hifa aplanada que exerceix una pressió amb la qual el fong entra dins un hoste. Després de l'esporulació l'espora s'adhereix a la superfície de la planta hoste i germina aleshores es forma l'apressori que exerceix una pressió mecànica de turgència per entrar a l'interior de la cèl·lula vegetal. Emergeixen dels tubs germinatius o hifes més llargues, s'adhereixen a la cutícula de la planta o insecte hoste. A la formació dels apresoris segueix la infecció per la perforació de la cutícula mitjançant una hifa infectant que pot formar un haustori. Entre els fongs que mostren formació d'apressoris es troba el necrotrof Pyrenophora teres.